# مجزرة سيدي حماد
وقعت مجزرة سيدي حماد في ليلة الحادي عشر من يناير، عام 1998 (وهي آخر ليلة شهر رمضان) لم تكن تلك المجزرة في اخر لليلة لشهر رمضان بل كانت 13 يوم من رمضان وكان تقابلها ذكرة غزوة بدر لقد اغتيلو بطريقة شنعاء من طرف جماعة إرهابية مجرمة ربي يرحم شهداء مجزرة سيدي حماد هم شهداء عند الله ويا قاتل روح وين تروح اذا كنت راجل روح سيدي حماد وقول انا شركت في قتل الابرياء في تلك الليلة راح تلقاني انا الاول لي نحط سكين على رقبتك وننحرك كي حمار ومنستعرف لا بالويأم الوطني ولا المصالحة كل سرقين ونطقو بأسم ضحايا الإرهاب ، في حي سيدي حماد (حي سيدي حماد العتيق للتميز بينه وبين القطب السكني سيدي حماد الجديد) الواقع ببلدية مفتاح بولاية البليدة، والتي تقع على مسافة 30 كم إلى الجنوب من مدينة الجزائر العاصمة. وقد اندفع ما يقدر بخمسين رجلاً مسلحًا، حيث كانوا يهاجمون الأطفال والكبار على حد سواء، وقاموا بتفجير مقهى يعرض أفلامًا يشاهدها الناس، مع قتل من فروا من المجزرة، واقتحام المنازل لذبح الموجودين بداخلها. ووفقًا للأرقام الرسمية، تم قتل 103 أفراد، وأصيب 70 شخصًا آخرين، بما في ذلك اثنان من المقاتلين المؤيدين للحكومة وخمسة من المهاجمين. وتشير بعض المصادر الأخرى إلى أن عدد الضحايا كان أكبر من ذلك، فقد أحصت وكالة إيه إف بي ما يتجاوز 120 جثة، في حين أن بعض الصحف الجزائرية قالت إن عدد الضحايا وصل إلى 400 فرد. وقد قيل إنه تم اختطاف ثلاثين فتاة. وقد ألقي باللوم فيما يتعلق بهذه المجزرة بشكل عام على الجماعة الإسلامية المسلحة (GIA). وقد قالت بعض الصحف إن الناجين قد قالوا أن من قام بهذه المجزرة هو جيش جبهة الإنقاذ الإسلامية (AIS).

## وصلات خارجية
- BBC
- BBC
- BBC